# Q10
『Q10』（キュート）は、2010年10月16日から12月11日まで毎週土曜日21:00 - 21:54に、日本テレビ系の「土曜ドラマ」枠で放送された日本のテレビドラマ。

## 概要
佐藤健の土曜ドラマ初主演作。
脚本は木皿泉が手掛け、木皿が同枠の脚本を手掛けるのは『野ブタ。をプロデュース』以来5年振りであった。各話ごとにメインテーマはあるものの、複数の登場人物のストーリーがそれぞれ同時に展開していく群像劇である。
キャッチコピーは「僕が恋した転校生はロボットだった。」。

## あらすじ
平凡な高校3年生の深井平太は、ある日理科準備室で女の子の姿をしたロボットを起動させてしまう。平太によりQ10（キュート・人間名＝久戸花恋）と名付けられたロボットは、平太から人間について教えられ、学び始める。

## 受賞歴
- ギャラクシー賞
  - 2010年12月度 月間賞
  - 第48回（2010年度） 優秀賞[2]
- 東京ドラマアウォード2011 連続ドラマ部門 優秀賞[3][4]
- 2011年日本民間放送連盟賞 テレビドラマ部門 優秀賞[5]

## 登場人物

### 私立鹿浜橋高等学校

#### 3年B組 生徒
深井 平太（ふかい へいた）
演 - 佐藤健（幼少期：嘉数一星）
本作品の主人公。3年B組在籍。冷静で大人びた性格で、日々を何事もなくやり過ごすことを常としており、夢もなく恋もしない平凡な高校生活を送っていた。しかし、Q10を起動させ、彼女にさまざまなことを教えていく中で心境に変化を見せていき、やがてQ10を愛するようになる。幼少期に心臓病の手術を受けたため胸に大きな手術痕があり、現在も激しい運動はできず薬を服用している。鉄塔が好きで、自分にとって特別な場所である鉄塔の下によくやってくる。
Q10 / 久戸 花恋（キュート / きゅうと かれん）
演 - 前田敦子（当時AKB48）
本作品のヒロイン。2080年の未来からやって来た美少女の姿をしたロボット。街で捨てられていたところを酔っ払った岸本校長に拾われ、平太が奥歯のスイッチを押したことにより起動した。足の裏に「Q10（キューイチゼロ）」という刻印があることから主人公の平太に「キュート」と命名され、名付け親となった平太を「親」として認識し慕うようになった。さらにスキャンダルを恐れた校長の思惑により、久戸花恋と名乗って3年B組に転入し、担任の小川の実家に居候することとなる。背中には折りたためる羽のような部品がある。商用電源から充電可能。棒読みに近いしゃべり方をし、返事をするときには「ぱふ」と言う。力は教室のドアを両手で押し倒せるほど強い。月子が平太に渡した使い捨て式のカードを額にかざすことにより、一時的に人間の少女風の別人格となるが、その間電池の消耗が早くなる。
山本 民子（やまもと たみこ）
演 - 蓮佛美沙子
平太のクラスメイト。髪を赤く染めているため、学校ではカツラを着用している。学校ではクールで無気力だが、外では熱いロック好きで「デンキムシ」というロックバンドを結成している。たまたま病院で出会った久保武彦と仲良くなり距離を縮めていく。
影山 聡（かげやま さとし）
演 - 賀来賢人
平太のクラスメイト。お調子者で、自分はモテると思い込んでいる。映画監督になるという夢を持ち、常にデジタルカメラを持ち歩いている。密かに河合恵美子に想いを寄せており、文化祭で想いを打ち明けたことをきっかけに付き合うようになるが、カナダに留学するため別れを決意する。
藤丘 誠（ふじおか まこと）
演 - 柄本時生
平太のクラスメイト。大人しい性格でクラスでは目立たない存在。貧乏で荒んだ家庭環境にあり、学校だけが自分でいられる場所だと思っていたが、授業料が払えずに出席簿から名前を抹消されてしまう。その後、退学しパン屋で働くようになった。幼い弟がいる。
河合 恵美子（かわい えみこ）
演 - 高畑充希
平太のクラスメイト。成績はクラス首席を誇る優等生だが、兄やクラスメイトからは「ブス」などとからかわれることが多く、劣等感が強い。隠れアイドルオタクで、アイドルユニット「18（OHACO）」のファン。告白されたことをきっかけに影山聡と付き合い始める。
中尾 順（なかお じゅん）
演 - 細田よしひこ
平太のクラスメイト。二次元オタクであり、独特な世界観を持っている。好きな漫画のヒロインにそっくりなQ10に興味を持ち始め、接近していくうちにQ10がロボットであるということに気付いてしまう。
富士野 月子（ふじの つきこ）
演 - 福田麻由子
平太のクラスメイトだが、引きこもりで不登校の謎めいた少女。Q10に関する重大な鍵を握る人物。本名は不明（Q10の中のデータには「管理人R31（アールサンイチ）」という名前で登録されており、富士野月子という名前は当初Q10が名乗る予定だった名前。）。いつも謎のルービックキューブを持ち歩いている。
| - 赤川詩織 - 米村美咲 - 大友日明 - 土屋シオン - 栗林慧汰 - 榎並巧ニ（ウィングマン） - 小手川唯 - 森島縁 - 佐野洋 - 坂口涼太郎 - 宗田理花 - 今泉彩良 - 津村由起恵 - 松平千里 - 福島早苗 - 石橋菜津美 - 森永康成 - シュドーズ直矢 - 鷲田一 - 笠井しげ | - 伊坂幸次 - 松島庄汰 - 岡崎明日香 - 岸井ゆきの - 五條拓也 - 関町知弘（ライス） - 小山宙 - 市山京香 - 重松良枝 - 山本麻貴 - 滝礼二 - 白石隼也 - 西村友郎 - 松澤傑 - 宮沢三郎 - 鯨井康介 - 吉永文子 - 前田希美 |

#### 3年B組 座席表
【　】は出席番号
|                  |                |                 | 伊坂幸次【2】    | 鷲田一【26】    |
| 富士野月子【21】 | 宮沢三郎【22】 | 重松良枝【12】  | 津村由起恵【15】 | 栗林慧汰【7】   |
| 小手川唯【9】    | 影山聡【5】    | 深井平太【18】  | 久戸花恋【27】   | 山本民子【24】  |
| 中尾順【16】     | 赤川詩織【1】  | 小山宙【10】    | 大友日明【3】    | 森永康成【23】  |
| 宗田理花【13】   | 五條拓也【8】  | 西村友郎【17】  | 福島早苗【19】   | 河合恵美子【6】 |
| 滝礼二【14】     | 藤丘誠【20】   | 岡崎明日香【4】 | 佐野洋【11】     | 吉永文子【25】  |
| 教卓             |                |                 |                  |                 |

#### 学校関係者
久保 武彦（くぼ たけひこ）
演 - 池松壮亮（幼少期：飛田光里）
2年A組在籍。平太の入院時代からの幼馴染で親友。平太とは同年齢だが、心臓疾患による長期入院のため1年留年している。1話から再入院してしまい通学できないもどかしい日々を送っている。明るい性格で年齢の割に落ち着いているが、笑顔の裏では誰にも言えない孤独と不安を抱えている。死と隣り合わせでもいつも冷静だったが、山本民子と親しくなるにつれて死に対する恐怖を感じるようになる。
小川 訪（おがわ おとずれ）〈39〉
演 - 田中裕二（爆笑問題）
平太の担任教師。独身で、母・しげと2人暮らし。半ば強引にQ10の世話を任され、実家に居候させることに。事なかれ主義で自己中心的な言動も多いが、平太らと同様にQ10に感化されていくこととなる。元高校球児で、試合中の自分のミスで甲子園に行けなかった過去を持つ。密かに柳栗子に想いを寄せる。電柱オタク。
岸本 路郎（きしもと みちろう）〈65〉
演 - 小野武彦
鹿浜橋高校校長。酔っ払うと物を拾う癖があり、Q10を拾った張本人。自分の悪癖が発覚することを恐れ、彼女を高校に通学させる。妻と愛犬「チロちゃん」を溺愛する。
柳 栗子（やなぎ くりこ）
演 - 薬師丸ひろ子
岸本の後輩で工学博士。独身。最初にQ10をロボットだと見抜く。人類のための研究を続けているが、貧乏で家賃を滞納し、鹿浜橋高校に住み込みはじめる。いつも規格外な言動をとるが、平太をはじめとする生徒たちに言葉を送り希望を与える。

### 深井家
深井 武広（ふかい たけひろ）〈53〉
演 - 光石研
平太の父親。会社員。平太の手術痕を見るたびに責任を感じている。一見頼りなさそうに見えるが、家計を助けるために「愛獣」と称する怪しげな店で働き始めるなど、家族のためなら形振り構わない一面もある。
深井 ほなみ（ふかい ほなみ）〈48〉
演 - 西田尚美
平太の母親。専業主婦。明朗な性格だが、人付き合いが少し苦手。
深井 千秋（ふかい ちあき）〈24〉
演 - 松岡璃奈子
平太の姉。OL。のんびり屋だが、しっかり者。

### その他
小川 しげ（おがわ しげ）〈59〉
演 - 白石加代子
小川訪の母親。小川輪業店を営む。息子が結婚できないことに悩んでいる。Q10との同居には好意的で、彼女を「キューちゃん」と呼びかわいがる。
藤丘 勇人（ふじおか ゆうと）
演 - 谷端奏人
藤丘誠の幼い弟。いつかまた家族で仲良く暮らせることを夢みている。
「デンキムシ」のメンバー
演 - 長井茉由、豊島由佳梨
山本民子がボーカルを務めるスリーピースパンクバンド「デンキムシ」のメンバー。CDデビューを夢見ている。
18（OHACO）
演 - 佐藤健、郷瑞生
ハジメとヤスからなる人気アイドルユニット。ハジメは平太と瓜二つである。

### ゲスト

#### 第1話「この地球上に自分より大切に思える人なんているんだろうか?」
川口医師
演 - 千葉雅子
平太の主治医。

#### 第2話「ここは生きてゆける場所ですか? 人魚姫とオタクの恋」
チャカ
演 - 駿河太郎（Sleepydog）
山本民子が恋に落ちたバンドマン。「スローポリス」というバンドのボーカル。民子がチャカの女性ファンから暴力を振るわれているのを目撃したにもかかわらず助けようともしなかった。
富士野月子の母
演 - 舟木幸

#### 第3話「私はブスじゃない! 文化祭でおきた奇跡とQ10の正体」
柴田 京子（しばた きょうこ）
演 - 西平風香
3年C組在籍。高校1年の時に平太と付き合っており、互いに苦い思い出を引きずっている。文化祭のミスコン代表に選ばれるほどの美人。
西 一馬（にし かずま）
演 - 植原卓也
鹿浜橋高校の卒業生。昔は陸上部のエースだったが道を踏み外してしまい危ない金儲けの話を藤丘に勧める。
河合 啓介（かわい けいすけ）
演 - 松永隼
河合恵美子の兄。恵美子のことをブスだとなじっていたが、文化祭のステージを見に来るなど妹思いの面もある。
看護師
演 - 村上寿子（第4・6話にも出演）
久保を担当する看護師。

#### 第4話「どうでもいい、なんて言うな!! 涙のQ10に愛の告白!?」
中川大志
羽鳥慎一（当時日本テレビアナウンサー）
本人役、写真での出演。

#### 第5話「正体がバレた!! ずっと一緒にいたいのに…別れの時」
女子生徒
演 - 指出瑞貴、早野薫、石戸香穂
平太に告白した女生徒3人組。Q10が語尾に「カナ?」をつけはじめたのは彼女たちのしゃべり方が発端。

#### 第7話「任務終了…キュート回収! 逃げろふたりきりの2日間」
川谷
演 - 芹澤興人
病院で久保と親しくしていた入院患者。結婚もせず子供も作らず、橋を作る仕事に情熱を燃やしていたが若くして亡くなってしまう。
おばあさん
演 - 小野敦子
平太の話ゆりかごを押しているおばあさん。
占い師
演 - 野口かおる
岸本校長に生まれてくる孫が亡くなった前妻の生まれ変わりだと告げる。

#### 第8話「キュートがやって来た理由…70年後の世界で起きる事」
藤丘の父親
演 - 柄本明（最終話にも出演）
家族を捨てた藤丘の父親。なお演じた柄本明は藤丘誠役を演じた柄本時生の実の父親でもある。

## スタッフ
- 脚本 - 木皿泉
- 演出 - 狩山俊輔、佐久間紀佳
- 音楽 - 金子隆博（米米CLUB）[6]、小山絵里奈[6]
- 主題歌 - 高橋優「ほんとのきもち」[7]（ワーナーミュージック・ジャパン）
- 挿入歌
  - ジローズ 「戦争を知らない子供たち」 （第1話）
  - はしだのりひことシューベルツ 「風」 （第3話） - 文化祭のミスコンで河合恵美子（高畑充希）が歌唱し、山本民子（蓮佛美沙子）がギターを演奏。
  - 堺正章 「さらば恋人」 （第6話） - 3年B組の生徒たちが藤丘誠（柄本時生）のために歌った合唱曲。
  - アン・ルイス 「グッド・バイ・マイ・ラブ」 （第9話）
- サウンドデザイン - 石井和之
- VFX・特殊造形スーパーバイザー - 岡野正広
- Q10メカ造形 - 関根研一
- Q10メカデザイン - PULNET
- 特殊メイク - 梅沢壮一
- アクションコーディネイト - 佐々木修平
- 助ッ人（脚本協力） - 根本ノンジ、さかいあお
- アシスタントプロデューサー - 萩原真紀
- プロデューサー - 河野英裕、小泉守
- シニアチーフクリエイター - 櫨山裕子
- 制作協力 - トータルメディアコミュニケーション
- 製作著作 - 日本テレビ

## 放送日程
| 話数                                                           | 放送日         | サブタイトル                                            | 演出       | 視聴率 |
| -------------------------------------------------------------- | -------------- | ------------------------------------------------------- | ---------- | ------ |
| 第1話                                                          | 2010年10月16日 | この地球上に自分より大切に思える人なんているんだろうか? | 狩山俊輔   | 15.3%  |
| 第2話                                                          | 10月23日       | ここは生きてゆける場所ですか? 人魚姫とオタクの恋        | 狩山俊輔   | 10.2%  |
| 第3話                                                          | 10月30日       | 私はブスじゃない! 文化祭でおきた奇跡とQ10の正体         | 佐久間紀佳 | 10.7%  |
| 第4話                                                          | 11月06日       | どうでもいい、なんて言うな!! 涙のQ10に愛の告白!?        | 狩山俊輔   | 11.2%  |
| 第5話                                                          | 11月13日       | 正体がバレた!! ずっと一緒にいたいのに…別れの時          | 佐久間紀佳 | 10.9%  |
| 第6話                                                          | 11月20日       | 退学!! 去り行く友に何ができる? サヨナラの歌とキス       | 狩山俊輔   | 10.3%  |
| 第7話                                                          | 11月27日       | 任務終了…キュート回収! 逃げろふたりきりの2日間          | 佐久間紀佳 | 10.9%  |
| 第8話                                                          | 12月04日       | キュートがやって来た理由…70年後の世界で起きる事         | 狩山俊輔   | 08.8%  |
| 最終話                                                         | 12月11日       | 愛も勇気も平和も地球上にあると思えばきっとある          | 狩山俊輔   | 10.1%  |
| 平均視聴率 11.1%（視聴率はビデオリサーチ調べ、関東地区・世帯） |                |                                                         |            |        |

## 関連書籍
- 「Q10」シナリオBOOK（2011年1月19日、双葉社）／1680円〔税込〕
- Q10 1/Q10 2（2019年2月6日、河出文庫）／各880円〔税込〕2の巻末には80年後のQ10を描いたオマケも収録。

## DVD
- Q10 〜ディレクターズ・カット版〜DVD-BOX（2011年3月18日発売、VAP）
  - Vol.1「1話、2話、3話」収録
  - Vol.2「4話、5話」収録
  - Vol.3「6話、7話」収録
  - Vol.4「8話、9話」収録
  - SPECIAL DISC